# Beled
Beled é uma cidade da Hungria, situada no condado de Győr-Moson-Sopron. Tem 26,47 km² de área e sua população em 2019 foi estimada em 2.640 habitantes.